# Dysdera sibyllinica
Dysdera sibyllinica là một loài nhện trong họ Dysderidae.
Loài này thuộc chi Dysdera. Dysdera sibyllinica được miêu tả năm 1956 bởi Kritscher.